# Paul van Schalen

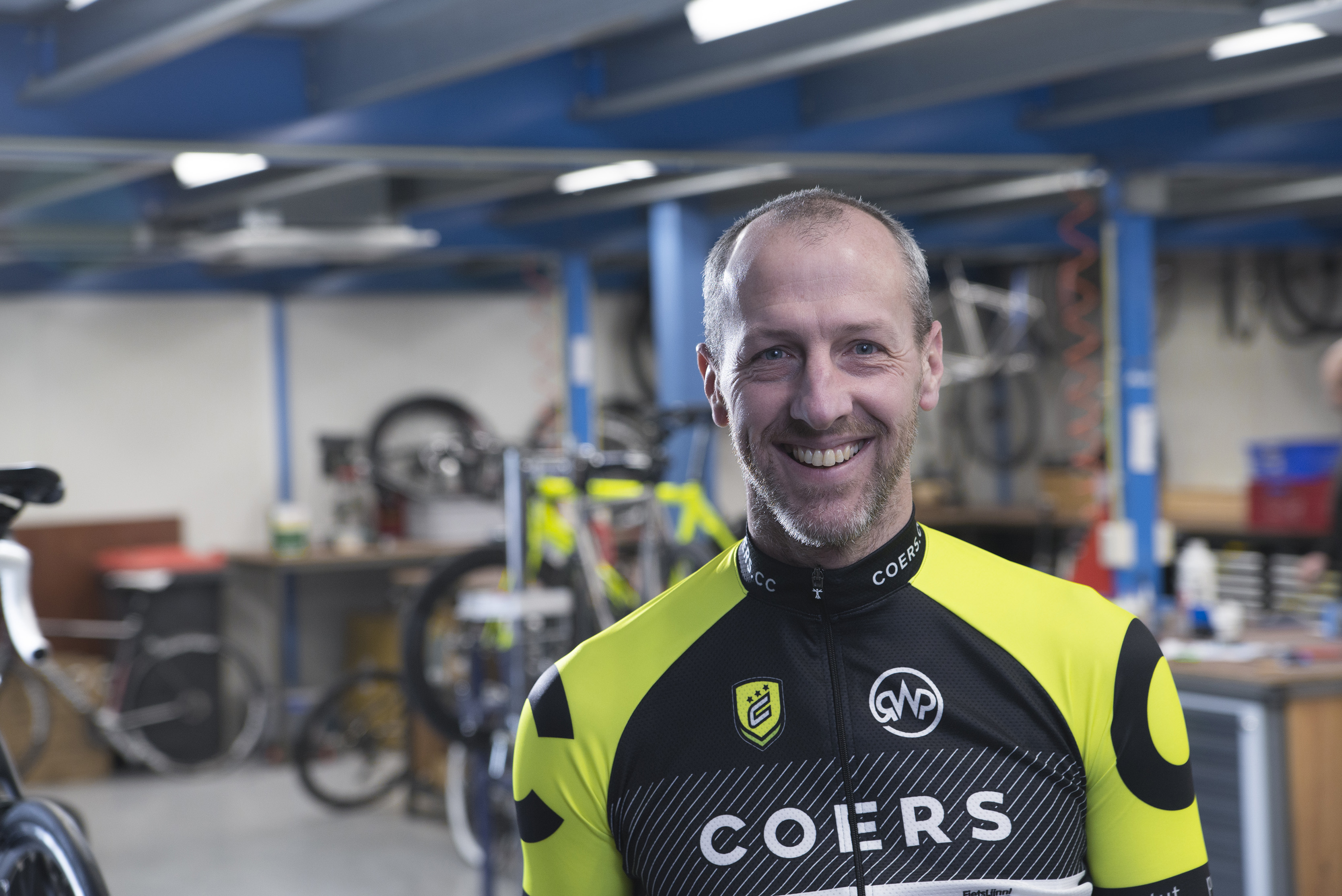
Paul van Schalen (2016)

Paul van Schalen (* 25. Februar 1972) ist ein ehemaliger  niederländischer Radrennfahrer.
Paul van Schalen wurde 1999 im Alter von 27 Jahren Profi bei BankGiro Loterij. 2005 gewann er die beiden niederländischen Eintagesrennen Veenendaal-Veenendaal und Ronde van Noord-Holland. Zweimal konnte er Ronde van Midden-Brabant für sich entscheiden.

## Palmarès
2004
- Noord-Nederland Tour

2005
- Veenendaal-Veenendaal
- Ronde van Noord-Holland

2007
- eine Etappe Olympia’s Tour
- eine Etappe OZ Wielerweekend

## Teams
- 1999 – Batavus-Bankgiroloterij
- 2000 – Bankgiroloterij-Batavus
- 2001 – Team Cologne
- 2002 – AXA-VVZ
- 2003–2004 – AXA Cycling Team
- 2005 – AXA Pro Cycling Team
- 2006–2007 – Ubbink-Syntec

| Personendaten    | Personendaten                  |
| ---------------- | ------------------------------ |
| NAME             | Schalen, Paul van              |
| KURZBESCHREIBUNG | niederländischer Radrennfahrer |
| GEBURTSDATUM     | 25. Februar 1972               |